# Spacer po starym mieście w Bytomiu

Spacer po starym mieście – zielony szlak turystyczny w Bytomiu.

## Charakterystyka
Szlak obejmuje najważniejsze zabytki bytomskiej starówki.

## Przebieg szlaku
- Rynek
- ul. Podgórna
- pl. Grunwaldzki
- ul. Rycerska
- ul. Krakowska
- ul. Józefczaka
- pl. Klasztorny
- ul. Józefczaka
- ul. Piastów Bytomskich
- ul. Gliwicka
- pl. Kościuszki
- ul. Piekarska
- ul. Jainty
- Rynek

## Opis szlaku

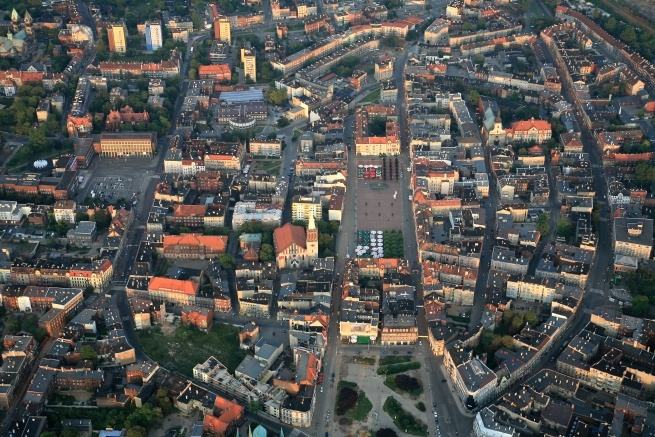
Śródmieście Bytomia z lotu ptaka

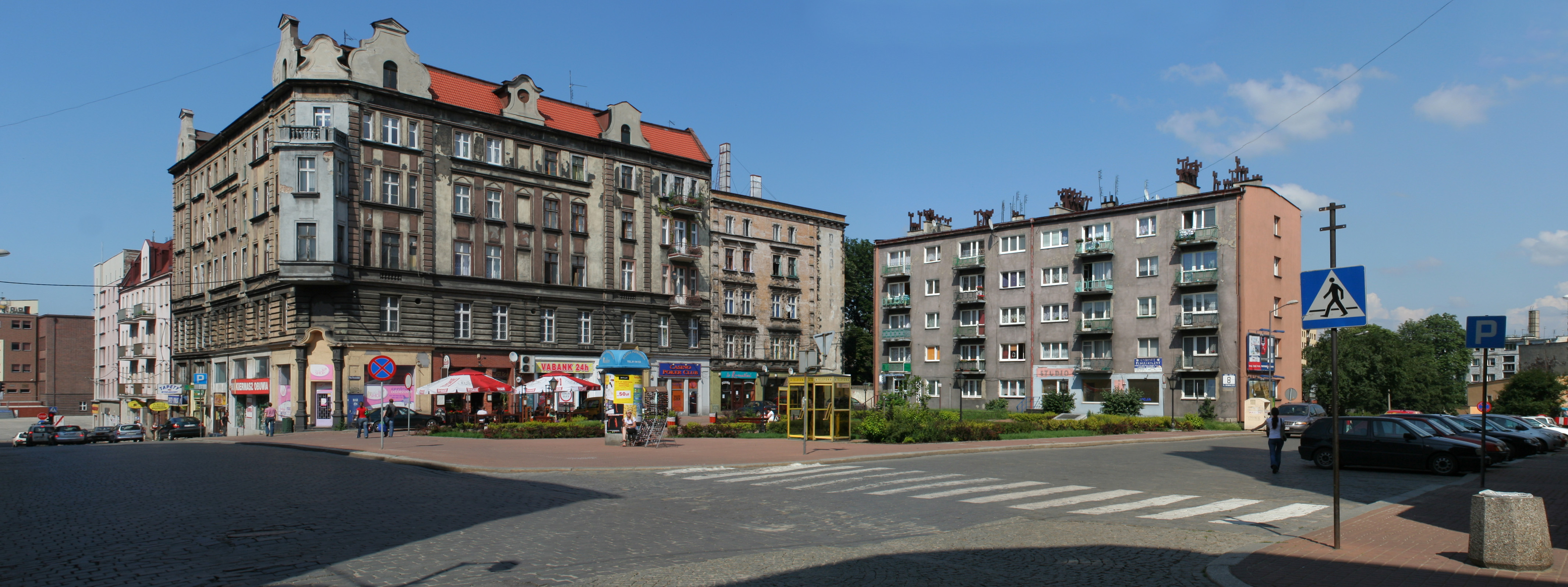
Plac Grunwaldzki w Bytomiu (2009)

- Punkt wyjścia: Rynek przy Biurze Promocji Bytomia

Wycieczka szlakiem rozpoczyna się na Rynku przed zabytkowym budynkiem Biura Promocji Miasta Bytomia przy Rynku 7 z 1888 roku. Na lewo od biura przy Rynku 6 (1890) znajduje się Galeria "Kolor". Przed wyruszeniem w szlak uwagę przykuwają neorenesansowa kamienica z 1896 roku przy Rynku 12 projektu Johanna Uthlera, secesyjno-modernistyczny budynek z 1905 r. przy Krakowskiej 1 (obecnie siedziba Banku WBK BZ), wieżowiec z 1932 r. przy Szymanowskiego 2 wzniesiony w stylu funkcjonalizmu (przed wojną mieściła się tam kawiarnia Capitol i kino Gloria), modernistyczna kamienica przy Rynku 19 z 1925 roku, 4 secesyjne kamienice projektu Karla Mainki przy Rynku 20 (1903), 21 (1909), 22 (1903) i 23 (1903) oraz wzniesiona w 1925 roku w stylu secesyjno-modernistycznym kamienica przy Rynku 26 (obecnie siedziba Galerii Kronika).
- Ulica Podgórna, secesja.

Na prawo od Biura Promocji Bytomia szlak skręca w ulicą Podgórną. Na rogu Rynku znajduje się wzniesiona w 1897 w stylu eklektycznym wedle projektu Alexandra Bohma kamienica obecnie przy ulicy Podgórnej 18. Po drugiej stronie ulicy znajduje się wybudowana w 1909 według projektu J. Uthlera eklektyczna kamienica przy Podgórnej 7/9. W latach 1909–1922 mieszkał tam i działał Michał Wolski, polski działacz narodowy i plebiscytowy, o czym wspomina pamiątkowa tablica. Do października 2007 budynek był siedzibą Kabaretu Pod Egidą. Dalej szlak biegnie w dół ulicy Podgórnej, by wyjść na Placu Grunwaldzkim.
- Plac Grunwaldzki, judaica.

W zabytkowej kamienicy przy Placu Grunwaldzkim 6 przed wojną mieścił się hotel i restauracja Hamburger Hof. W miejscu wybudowanego w 1963 roku budynku przy Placu Grunwaldzkim 8-8a znajdowała się synagoga żydowska (1869-1938). Na pamiątkę jej istnienia 9 listopada 2007 roku wmurowano w chodnik tablicę pamiątkową w języku polskim, niemieckim, angielskim i hebrajskim. Pośrodku placu znajduje się Słoneczny Zegar Analemmatyczny, wmurowany w chodnik w 2004 roku. Dalej trasa szlaku wiedzie na biegnącą na prawo od Placu Grunwaldzkiego ulicą Rycerską.
- Ulica Rycerska, stara fosa, mury, zamek.

W miejscu istniejącej obecnie ulicy Rycerskiej w średniowieczu znajdowały się mury okalające bytomski zamek, znajdujący się prawdopodobnie na dzisiejszym placu Grunwaldzkim. Za budynkiem przy ulicy Rycerskiej 17 (1905) znajdowała się fosa. W miejscu wybudowanych w 1959 roku budynków przy ulicy Rycerskiej 2, 4, 6, 8, 10, 12 i Krakowskiej 3 tuż po II wojnie światowej znajdował się przystanek autobusowy PKS. Wcześniejsze zabytkowe zabudowania zostały zniszczone w styczniu 1945 przy wkroczeniu Armii Czerwonej do Bytomia. Szlak dochodzi do skrzyżowania ulic Rycerskiej, Krakowskiej i Józefczaka, by dalej biec ulicą Józefczaka. Po drodze mija on odrestaurowaną neorenesansową kamienicę przy Krakowskiej 22 (1870) i puste miejsce po wyburzonej w listopadzie 2007 roku budynku starej bursy żydowskiej (1874) przy Krakowskiej 24.
- Ulica Krakowska, kapliczka, kościół św. Ducha, Caritas.

120 metrów na lewo od skrzyżowania ulicy Rycerskiej, Krakowskiej i Józefczaka znajduje się wzniesiony w 1732 barokowy kościółek Świętego Ducha przy ulicy Krakowskiej 19. Naprzeciwko świątyni, w obecnym Zakładzie Opiekuńczo-Leczniczym (ul. Krakowska 30) prowadzonym przez Siostry Boromeuszki znajduje się wybudowana w 1863 roku i przebudowana w 1906 roku Kaplica Ducha Świętego.
- Ulica Józefczaka, stare mury.

Przy budynku z 1872 roku obecnie mieszczącego Zasadniczą Szkołą Zawodową nr 8 przy ulicy Józefczaka 40 szlak skręca w prawo. Po prawej stronie, przy Józefczaka 39, znajduje się neorenesansowy budynek – na początku XX wieku będący siedzibą bytomskiego starostwa powiatowego, obecnie znajduje się tam szkoła.
- Plac Klasztorny, kościół św. Wojciecha, relikwie, bud. szkolne (starostwo, klasztor), kaplica ewangelicka(neogotyk).

Na lewo od ulicy Józefczaka znajduje się Plac Klasztorny. Najważniejszym zabytkiem owego placu jest franciszkański Kościół Św. Wojciecha z XIII wieku, w latach 1833-1952 był własnością parafii ewangelicko-augsburskiej. Naprzeciw kościoła znajduje się wzniesiony przez ewangelików w 1901 budynek probostwa, obecnie siedziba Klasztoru Franciszkanów Prowincji WNMP w Bytomiu(Plac Klasztorny 5), zaś tuż obok (Pl. Klasztorny 4a) wybudowany w 1898 roku dom dla sióstr diakonis zatrudnionych w szkole i parafii ewangelickiej, obecnie siedziba parafii ewangelicko-augsburskiej. Przy Placu Klasztornym 2 znajduje się wybudowana w 1911 roku według projektu Karla Bruggera w stylu secesji szkoła ewangelicka, obecnie Zespół Szkół Ogólnokształcących nr 6. Obok szkoły znajduje się wybudowany w 1930 roku budynek Urzędu Pracy, obecnie Zespół Szkół Elektryczno-Elektronicznych przy ulicy Katowickiej 35. 
Szlak podąża dalej ulicą Józefczaka. Tutaj na uwagę zasługują m.in. zabytkowe kamienice przy Józefczaka 37 (1904), Józefczaka 32 (1882), Józefczaka 30 (1882), Józefczaka 28 (1882) czy Józefczaka 33 (1895). Po drodze szlak mija zbudowany w 1871 roku w stylu historyzmu budynek biurowy przy ulicy Józefczaka 29. 18 sierpnia 1919 roku powstańcy śląscy zaatakowali mieszczącą się tam komendę Grenzschutzu, o czym wspomina tablica pamiątkowa. Parędziesiąt metrów dalej szlak skręca w prawo w ulicę Piastów Bytomskich, a potem w lewo w ulicę Gliwicką.
- Ulica Gliwicka, hotel Lomnitz, plebiscyt, Korfanty, powstania.

Przed wojną, w miejscu wzniesionych w 1957 roku budynków przy ulicy Gliwickiej 17 i 19, znajdował się Hotel Lomnitz, siedziba m.in. Polskiego Komisariatu Plebiscytowego, o czym wspomina pamiątkowa tablica. Po drugiej stronie ulicy, przy Gliwickiej 12 znajdują się m.in. wybudowana w 1857 w stylu neorenesansu kamienica przy Gliwickiej 12 czy modernistyczna kamienica przy Gliwickiej 10 (1903). Następnie szlak wkracza na Plac Kościuszki.
- Plac Kościuszki, granice murów miasta, Sąd, kościół św. Trójcy.

Na drodze szlaku znajdują się m.in. zbudowany w 1930 roku w stylu ekspresjonizmu biurowiec przy placu Kościuszki 11, obecnie siedziba Bytomskiego Przedsiębiorstwa Komunalnego i Banku PKO BP, eklektyczna kamienica przy placu Kościuszki 10 z 1894 roku czy wybudowana w 1910 kamienica przy ulicy placu Kościuszki 9, przed wojną siedziba restauracji Cafe Hindenburg, a po wojnie siedziba PSS Społem. Na budynku znajduje się tablica upamiętniająca 10 rocznicę wyzwolenia Bytomia przez Armię Czerwoną. Na prawo od wspomnianej kamienicy droga szlaku wiedzie obok wzniesionego w 1860 i przebudowanego w 1894 roku w stylu neorenesansu gmachu Sądu Rejonowego. Zaś przy skrzyżowania ulic Kwietniewskiego i Piekarskiej znajduje się neogotycka świątynia pw. Św. Trójcy (1885).
- Ulica Piekarska, bud. Poczty.

50 metrów za kościołem Świętej Trójcy, przy ulicy Piekarskiej 8 znajduje się budynek Poczty Głównej wzniesiony ok. 1900 roku w stylu neorenesansu.
- Ulica Jainty, stara piekarnia.

Od kościoła Świętej Trójcy szlak podąża prosto ulicą Jainty. Na jego drodze znajdują się m.in. zbudowana w 1880 w stylu modernizmu kamienica przy ulicy Jainty 26, neorenesansowe kamienice przy Jainty 18 (1902) i 16 (przełom XIX i XX wieku), secesyjne kamienice przy Jainty 24 (1911), 20 (1903), 15 (1906), wybudowany w 1890 roku w stylu historyzmu budynek dawnej piekarni przy Jainty 12 czy zabytkowa kamienica z 1882 roku przy Jainty 8. Wewnątrz XIX-wiecznej kamienicy przy ul. Jainty 17 znajduje się Galeria Sztuki Użytkowej „Stalowe Anioły”.
- Rynek, kościół WNMP, Piwnice Gorywodów.

Za ulicą Jainty na drodze szlaku znajduje się gotycki kościół pw. Wniebowzięcia NMP. Na placu przed kościołem stoją 3 figury kamienne Świętego Floriana, Drogi Krzyżowej i Świętej Barbary, poświęcone w 1878 roku. Następnie za kościołem WNMP szlak skręca w prawo. Pod wieżowcem przy ulicy Strażackiej 8 (1964) w czasach średniowiecza znajdowały się piwnice Domu Gorywodów (rozebranego w 1955 roku).